# Jintsū (croiseur)
Pour les articles homonymes, voir Jintsū (navire).
Le Jintsū (神通) était un croiseur léger de classe Sendai en service dans la Marine impériale japonaise. Le navire est baptisé sous le nom de la rivière Jinzu (en), située dans les préfectures de Gifu et Toyama, au Japon.

## Historique

### Début de carrière

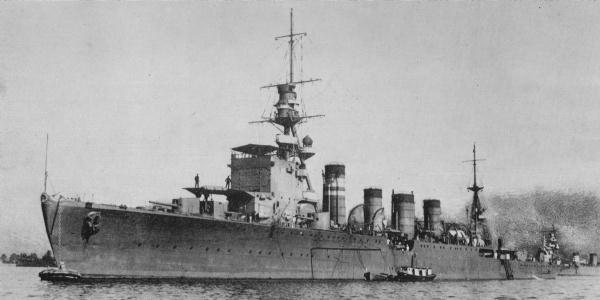
Le Jintsu à Kure en 1925.

Sa quille est posée le 4 août 1922 aux chantiers navals Kawasaki de Kobe, il est lancé le 8 décembre 1923 et mis en service le 21 juillet 1925. Pendant sa période de formation, le navire éperonne et coule accidentellement le destroyer Warabi dans la nuit du 24 août 1927, au large du phare de Jizosaki, dans la préfecture de Shimane. Remorqué à l'arsenal naval de Maizuru, le navire subit des réparations majeures à sa coque. Le commandant, le Capitaine Keiji Mizushiro, se suicida à la suite de cet accident. Le 5 septembre, le Jintsū fut transféré à l'arsenal naval de Kure pour quelques modifications.

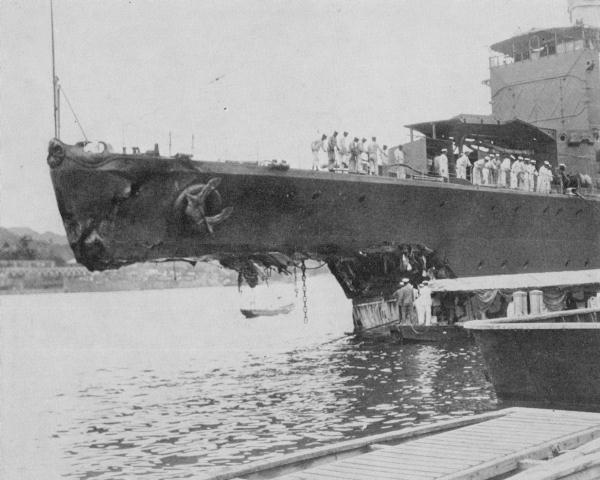
Dommages du Jintsu après son éperonnage avec le Warabi.

En 1928, il couvre des débarquements de troupes Japonaises dans la province de Shandong pendant l'incident de Jinan tout en opérant à Tsingtao. De 1929 à 1937, le Jintsū patrouille au large des côtes de la Chine tout en fournissant une couverture et un soutien pour le débarquement des troupes Japonaises en Chine à partir de 1937, à la suite du déclenchement de la Seconde guerre sino-japonaise. Il est ensuite commandé par le Capitaine Raizō Tanaka du 1er au 15 décembre 1938.

### Début de la guerre du Pacifique

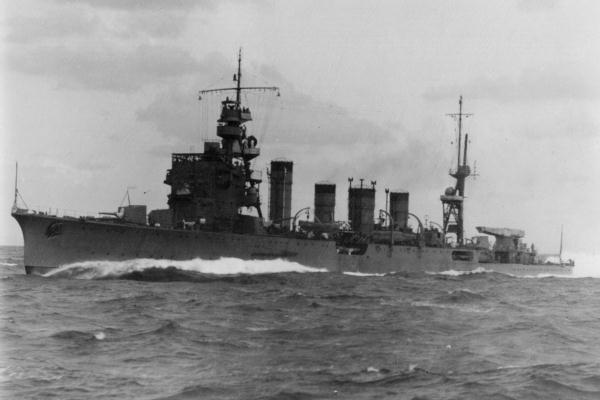
Le croiseur léger Jintsu en essais en 1939.

Le 26 novembre 1941, le Jintsū devient navire amiral de la 2e escadre de destroyers du Contre-Amiral Raizō Tanaka sous la Force de saisie des Philippines, de la Force du Sud et de la 3e flotte japonaise. Au moment de l'attaque sur Pearl Harbor, le Jintsū est basé à Palaos et engagé dans l'invasion du Mindanao, en escortant la 16e division et le convoi Kure n ° 1 « forces navales spéciales de débarquement » entre les bases de Palaos, Davao, Legaspi et Jolo. Après la conquête des Philippines par les japonais à la fin de décembre, le Jintsū est réaffecté à la force de frappe des Indes orientales néerlandaises du Contre-Amiral Kyūji Kubo (it) avec les 15e et 16e escadre de destroyers.

### Bataille de la mer de Java
Le 9 janvier 1942, le Jintsū quitte Davao pour l'invasion des Célèbes, escortant les transports de la force aérienne spéciale combinée Sasebo n ° 1 (SNLF). Le 17 janvier, un hydravion de reconnaissance Kawanishi E7K2 "Alf" du Jintsū abat un bombardier léger Lockheed Hudson néerlandais près de Menado, il est abattu à son tour avant de pouvoir revenir. Au début de février, le Jintsū est affecté à la force d'invasion d'Ambon (bataille d'Ambon), de Timor et de Java. Le 20 février, il est attaqué sans succès par le sous-marin américain USS Pickerel (en), au large de l'île d'Alor.
Au cours de la bataille de la mer de Java le 27 février 1942, le Jintsū et ses groupes de destroyers (7e division : Ushio, Sazanami, Yamakaze et Kawakaze; 16e division : Yukikaze, Tokitsukaze, Amatsukaze et Hatsukaze), avec les croiseurs Nachi, Haguro et Naka. Le destroyer Inazuma engage la Strike Force du Contre-Amiral néerlandais Karel Doorman, composé du croiseur léger HNLMS De Ruyter, les croiseurs HMS Exeter, USS Houston, les croiseurs légers HMAS Perth, HNLMS Java, les destroyers HMS Electra, HMS Encounter, HMS Jupiter, HNLMS Kortenaer, HNLMS Witte de With et les anciens destroyers USS Alden, USS John D. Edwards, USS John D. Ford et USS Paul Jones.
Des hydravions catapultés des Jintsū, Naka et Nachi marquent les positions des navires de Doorman et ciblent l'artillerie japonaise. À 17 h 27, le Jintsū tire huit torpilles de type 93 "Long Lance" sur la force de Doorman, suivis quelques minutes après par les destroyers de la 2e division de destroyers. Au total, 72 torpilles ont été lancées mais aucune n'a atteint sa cible, la flotte alliée sera détruite par d'autres unités de surface. Au cours de la bataille, le Jintsū est crédité du naufrage de l'Electra.
Il retourne au Japon en mars pour un réaménagement et des réparations. Alors ancré à Kure, les américains lancent un raid sur Doolittle pour bombarder les îles japonaises. Le Jintsū fut l'un des nombreux navires envoyés dans une poursuite infructueuse de la force de porte-avions américain.
En mai, après un mois de formation en mer intérieure de Seto, le croiseur est envoyé à Saipan où il rejoint la force d'invation de Midway, escortant les transports et les pétroliers. Pendant la bataille de Midway le 3 juin 1942, le convoi est bombardé par neuf Boeing B-17 Flying Fortress. Il est de nouveau attaqué quelque temps après par des avions de patrouille amphibie Consolidated PBY Catalina. Un pétrolier est frappé lors de ces attaques, tandis que le Jintsū retourne à Truk, via Guam puis fait route au Japon.
En juillet, après une réorganisation de la Marine japonaise, le Jintsū est réaffecté dans la 8e flotte japonaise nouvellement formée sous le commandement général du Vice-Amiral Gunichi Mikawa. Lorsque les forces américaines envahissent Guadalcanal en août, le croiseur est envoyé à Truk via les îles Salomon.

### Campagne des îles Salomon
Le 16 août 1942, le Jintsū quitte Truk en commandant un renforcement majeur pour Guadalcanal. Le 20 août, les troupes sont débarqués, mais les japonais légèrement armés ne lancent pas d'offensive pour prendre Henderson Field. Le Contre-Amiral Tanaka reçoit alors un signal de la 11e flotte aérienne du Vice-Amiral Nishizō Tsukahara pour dévier son convoi vers le nord en évitant un Task Force américain. Peu de temps après, il reçoit un autre signal de la 8e flotte aérienne du Vice-Amiral Mikawa lui ordonnant de changer de cap à 250 degrés à l'ouest-sud-ouest. Tanaka, face à des ordres contradictoires de l'officier supérieur de la région et de son supérieur hiérarchique, change de cap vers 320 degrés à l'ouest-nord-ouest, à environ 190 milles nautiques (352 km) au sud de Guadalcanal.
Pendant ce temps, 20 avions américains (Cactus Air Force) du porte-avions USS Long Island arrivent pour renforcer les défenses américaines à Guadalcanal. En réponse, l'Amiral Isoroku Yamamoto ordonne à la 3e flotte du Vice-Amiral Chūichi Nagumo, avec les porte-avions d'escorte Shōkaku, Zuikaku, Ryūjō, les cuirassés Hiei, Kirishima, les croiseurs Kumano, Suzuya, Chikuma, Tone et Nagara et trois destroyers pour renforcer l'amiral Tanaka.
Le 23 août, à 200 milles marins (370 km) au nord de Guadalcanal, le convoi du contre-amiral Tanaka est repéré par un PBY Catalina. À 08 h 30, Tanaka reçoit un signal du quartier général de la 8e Flotte du Vice-Amiral Gunichi Mikawa, l'infirmant qu'il est dirigé vers le nord pour éviter un groupe de navires américain. À 14 h 30, Tanaka reçoit un signal de la 11e Flotte aérienne du Vice-Amiral Tsukahara l'obligeant à débarquer les troupes sur Guadalcanal le lendemain. Tanaka, face à une deuxième série d'ordres contradictoires, répondit négativement à cet ordre affirmant que certains de ses navires étaient trop lents.
Deux jours plus tard, la bataille des Salomon orientales débute. Le Jintsū, en compagnie du Ryūjō, lancent deux frappes aériennes contre Henderson Field. Pendant la mission, le Ryūjō est touché par une torpille et des bombes d'un avion du porte-avions USS Saratoga et coule dans la soirée.
Le 25 août, à 150 milles marins (278 km) au nord de Guadalcanal, six bombardiers Douglas SBD Dauntless de l'United States Marine Corps attaquent le convoi du Jintsū, coulant un transport et en endommageant un autre. Peu après, une bombe de 500 livres (227 kg) touchent le Jintsū, déclenchant des incendies et inondant ses magasins avant. Vingt-quatre hommes d'équipage sont tués et l'amiral Tanaka est blessé. Le destroyer Kagerō devient navire amiral tandis que le Jintsū se retire aux Shortland. Il subit des opérations d'urgences à Truk par le navire de réparation Akashi (en). En octobre, il est transféré vers le Japon, où deux canons antiaériens 25 mm type 96 sont installés. Les réparations s'achèvent le 8 janvier 1943.

### Bataille de Kolombangara
Le 16 janvier 1943, il devient navire amiral de la 2e division de destroyers au cours duquel il quitte Kure pour Truk. Immédiatement, il prend part à des opérations d'évacuations des troupes de l'armée japonaise survivantes de Guadalcanal. En juillet, il effectue plusieurs escorte de transport, accompagnant les forces se déplaçant entre Truk, Roi et Kwajalein.
Le 13 juillet 1943, le Jintsū prend part à la bataille de Kolombangara. À 03 h 30, le croiseur quitte Rabaul en tant que navire amiral du Contre-Amiral Shunji Isaki, avec les destroyers Yukikaze, Hamakaze, Yūgure, Mikazuki, Kiyonami et les destroyers-transports Satsuki, Minazuki, Yūnagi et Matsukaze avec 1 200 soldats pour renforcer les positions japonaises sur l'île de Kolombangara, dans les îles Salomon. Peu après son arrivée, son radar détecte la présence d'une flotte alliée.
La flotte alliée est composée des croiseurs USS Honolulu, USS St. Louis, HMNZS Leander, et des destroyers USS Ralph Talbot, USS Maury, USS Gwin, USS Woodworth, USS Buchanan, USS Radford, USS Jenkins, USS Nicholas, USS O'Bannon et USS Taylor.
L'Amiral Isaki ordonne alors une attaque de torpille nocturne. Ses navires tirent 31 torpilles de type 93 "Long Lance" pendant que le Jintsū illumine la flotte alliée avec ses projecteurs, ce qui lui sera fatal. Le Jintsū est touché au moins à dix reprises par trois croiseurs alliés, provoquant un feu incontrôlable. L'attaque tue sur le coup le Contre-Amiral Isaki et le Capitaine Sato. Peu de temps après, le croiseur est atteint par une torpille à tribord, dans la salle des machines arrière.
Le Capitaine Zenjirō Shimai, commandant du Yukikaze, prend le commandement de la flotte japonaise et contre-attaque, coulant le Gwin et endommageant les Leander et St. Louis. Pendant ce temps, le Jintsū se brise en deux et coule à 23 h 48 à la position géographique 7° 38′ S, 157° 06′ E.

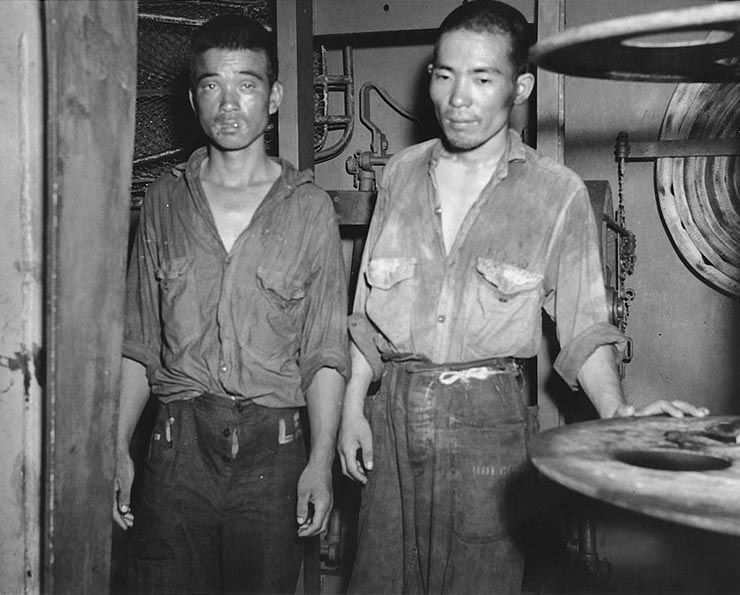
Survivants du Jintsū à bord de l'USS Nicholas.

Le sous-marin japonais I-180 sauve 21 membres d'équipage et quelques-uns sont récupérés par les navires américains, 482 hommes ont été tués. Le Jintsū est rayé des listes de la marine le 10 septembre 1943.

### Découverte de l'épave
En février 2019, le navire océanographique de Paul Allen RV Petrel a retrouvé l'épave du croiseur Jintsū près de l'embouchure du golfe de Kula dans les îles Salomon, reposant par 900 mètres de profondeur.